# Milan Gombala
Milan Gombala (República Checa, 29 de enero de 1968) es un atleta checo retirado especializado en la prueba de salto de longitud, en la que ha conseguido ser subcampeón europeo en 1994.

## Carrera deportiva
En el Campeonato Europeo de Atletismo de 1994 ganó la medalla de plata en el salto de longitud, con un salto de 8.03 metros, siendo superado por el búlgaro Ivaylo Mladenov (oro con 8.09 m) y por delante del griego Konstantinos Koukodimos (bronce con 8.01 metros).